# Taija Rae
Taija Rae est le nom de scène d'une ex-actrice pornographique et modèle américaine, célèbre à la fin des années 1980. Elle a aussi utilisée les noms de scène Tanja Rae, Taja Rea, Taija Rea, ou Taija Ray.

## Carrière
Née à Philadelphie, en Pennsylvanie, Rae est entrée dans l'industrie du film adulte en 1983. Le nom de scène, Rae, était un hommage à Fay Wray, actrice dans le film King Kong. Ses premiers films étaient Dangerous Stuff et Scenes They Wouldn't Let Me Shoot, filmés le même week-end,,.
Elle atteint l'apogée de son succès lorsqu'Hustler magazine parle d'elle comme l'une des "porno Big Four" (avec Traci Lords, Ginger Lynn, et Amber Lynn). Elle déménage à Los Angeles, en Californie, en 1988.

## Filmographie partielle
- Le Satisfyers de l'Alpha Bleu (1982)
- De retour à l'Alpha Blue (1984)
- Le Meilleur Petit Bordel à San Francisco (1984)
- Le Voyeur (1984)
- Chaud Rockers (1984) – le Premier adulte vidéo avec une piste stéréo et une partition originale
- Tabou De Style Américain – Part1: L'Impitoyable Début (1985)
- Parler Sale pour Moi, la Partie IV " (1985)
- Chatouillé Rose (1985)
- Dreamgirls (1986)
- Ville Natale Miels (1986)
- Le Backdoor club (1986)
- Bonjour Taija Rae (1988)
- Moonlusting (1988)

## Prix
- 1985 XRCO Award : Nommée pour le prix de la Starlette de l'Année[4]